# Enciklopedio de Esperanto
La Enciklopedio de Esperanto (pron. enziclopedìo de esperànto; in italiano, letteralmente, "enciclopedia di esperanto") fu la prima enciclopedia pubblicata interamente in lingua esperanto; conteneva notizie su fatti e personaggi fondamentali del movimento esperantista, e fu pubblicata a più riprese nel corso del XX secolo.

## Edizione del 1934
Comunemente, per Enciklopedio de Esperanto (senza ulteriori specificazioni) si deve intendere l'enciclopedia del 1934, pubblicata in due edizioni di Literatura Mondo, a Budapest, nel 1934. L'Associazione Esperantista Ungherese curò una ristampa dell'opera nel 1979 e nel 1986. Gran parte degli articoli di questa enciclopedia sono oggi consultabili, opportunamente riveduti e attualizzati, nella Wikipedia in lingua esperanto.

## Edizioni precedenti
Prima del 1934 il progetto di un'enciclopedia che raccogliesse ogni tipo di informazione relativo a fatti e personaggi dell'esperantismo era già stato tentato più volte. Nel 1913 Peter Stojan aveva proposto una Universala Slipa Enciklopedio ("enciclopedia universale monografica"), di cui uscirono le prime cinque edizioni ("L'Enciclopedia e il suo futuro", "Teoria cinematica del tempo", l'inno "La espero", "Trascrizione dei nomi propri", e "Raduno", un componimento poetico di Lev Levenzon).

### Il "Filo di Arianna"
Nel 1917, a Petrograd, Vladimír Szmurlo aveva pubblicato un'altra enciclopedia dell'esperantismo, con il titolo di Filo di Arianna. Le prime pagine (1–88) vennero alla luce a Riga; a causa della prima guerra mondiale le pagine successive apparvero con frequenza minore, e con contenuti estremamente stringati.